# Terminalsymbol
Ein Terminalsymbol (auch Terminalzeichen oder kurz Terminal genannt) einer formalen Grammatik ist ein Symbol, das einzeln nicht weiter durch eine Produktionsregel ersetzt werden kann. Damit kann kein Wort, das nur aus Terminalsymbolen besteht, als Prämisse (d. h. linke Seite) einer Produktionsregel vorkommen. Die Menge aller Terminalsymbole einer Grammatik bildet das Alphabet der Symbole, aus denen die Wörter der durch die Grammatik erzeugten Sprachen bestehen. Alle ersetzbaren Symbole werden Nichtterminalsymbole genannt.
Beim Parsen wird jedes Token letztlich mit einem Terminalsymbol einer Grammatik verglichen, nur wenn das Terminalsymbol zu dem Token passt, kann die entsprechende Regel der Grammatik angewendet werden.
Die Terminalsymbole einer Grammatik bilden die Blätter der Syntaxbäume aller ableitbaren Wörter. Analog bilden die zu den Terminalsymbolen passenden Tokens die Blätter des Parsebaums.
In der Theorie werden Terminalsymbole häufig durch Kleinbuchstaben repräsentiert, in der Praxis jedoch auch andere Symbole wie Satzzeichen und Schlüsselwörter von Programmiersprachen, z. B. FOR, IF, PROGRAM usw.